# 遊侠三国志 鉄火の花道
『遊侠三国志 鉄火の花道』（ゆうきょうさんごくし てっかのはなみち）は、1968年1月13日に公開された日活制作の任侠映画である。監督は松尾昭典。主演は石原裕次郎、小林旭に高橋英樹。数少ない石原裕次郎と小林旭の共演作であり、これが最後の共演作ともなった。

## 配役
- 石原裕次郎: 小村伸次郎
- 小林旭: 片目の一本松
- 高橋英樹: 花田丈吉
- 浅丘ルリ子: おりん
- 柳永二郎: 山名虎之助
- 小高雄二: 山名繁
- 磯部玉枝: はる
- 野呂圭介: ぐず安
- 江角英明: 芝兼
- 木島一郎: 三平
- 武藤章生: 源次
- 葉山良二: 杉野軍次
- 三島雅夫: 大寺常造
- 大坂志郎: 和田屋勘三

## スタッフ
- 監督 ： 松尾昭典
- 脚本 ： 星川清司、松尾昭典
- 企画 ： 高木雅行
- 音楽 ： 池田正義
- 美術 : 中村公彦
- 編集 : 井上親弥

## 併映作品
- 『無頼より 大幹部』: 舛田利雄監督